# Ian Gomm
Ian Robert Gomm (Chiswick, 28 maart 1947) is een Britse singer-songwriter en was de ritmegitarist bij Brinsley Schwarz van 1970 tot 1974.

## Carrière

### Unit 4
Ian Gomm startte rond 1962/1963 met de band Unit 4, bestaande uit Ian Gomm (ritme/leadgitaar), Martin Davis (basgitaar) en Simon Behar (drums), die allen leerlingen waren op de Ealing County School voor jongens. Spoedig na de formatie vervoegde Frank Kennington zich als leadzanger bij de band. Mick Liber, die eerder gespeeld had bij Frankie Reed & the Casuals en Clay Alison (The Searchers), vervoegden zich in juli 1964 bij Unit 4, maar de nieuwe bezetting hield niet lang stand. Omstreeks oktober 1964 verliet Kennington de band en verhuisde naar Sydney. Daarna werd Unit 4 ontbonden.

### Verdere carrière
Gomm bouwde in 1974 een opnamestudio in Wales, waar hij werkte met muzikanten als The Stranglers en Alexis Korner. Zijn eerste soloalbum Summer Holiday werd uitgebracht in 1978. Het album werd hernoemd en aangevuld met twee extra nummers als Gomm With the Wind. Een song van het album Hold On haalde in 1979 de hitlijsten in de Verenigde Staten (#18) en Canada (#44). Hij bracht zijn meest bekende song Hooked On Love voor Brinsley Schwarz opnieuw uit in 1979, met Chicken Run als B-kant van Stiff.
Hij toerde met The Dire Straits tijdens hun Sultans of Swing-tournee. Zijn song Cruel to be Kind, geschreven met Nick Lowe, bereikte in dat jaar de Britse singlehitlijst (#12). Hold On werd uitgelicht als bumper voor de radioshow Coast to Coast AM. Hij bracht de soloalbums What a Blow, The Village Voice en Images uit tijdens de jaren 1980. Hij ging verder met het schrijven van songs en bouwde een nieuwe studio. Crazy for You werd uitgebracht in 1997 en Rock 'N' Roll Heart (met Jeff 'Stick' Davis en Pat McInerney) in 2002.
Gomm bracht in 2010 het album Only Time Will Tell uit, met de Amerikaanse singer-songwriter Jeb Loy Nichols voor Relaxa Records. Ze namen samen 14 nieuwe nummers op in de Gwyn Jones's Bos Studio in Llanerfyl. De muzikanten Clive Gregson en Pat McInerney uit Nashville werkten beide tussentijds ook mee aan tournee-verplichtingen in het Verenigd Koninkrijk. De nummers werden gemixt in The Butcher Shoppe in Nashville door David Ferguson en geperfectioneerd bij Foxwood Mastering door Dave Shipley.

## Discografie

### Singles
- 1979: Hold On

### Studio-albums
- 1978: Summer Holiday
- 1979: Gomm With the Wind
- 1979: Come On
- 1980: What a Blow
- 1983: The Village Voice
- 1986: What makes a man a...
- 1997: Crazy for You
- 2001: Rock 'N' Roll Heart
- 2002: 24 Hour Service
- 2010: Only Time Will Tell

- Gemeinsame Normdatei: 134387740
- International Standard Name Identifier: 0000 0000 5548 3186
- Library of Congress Control Number: n95076559
- MusicBrainz: 0f5d9ba9-c1e4-4156-bffc-af6d7e257e7a
- Virtual International Authority File: 202149196636074792763